# Oberon il giovane mago
Oberon il giovane mago è un librogame dello scrittore inglese Ian Page pubblicato nel 1984 a Londra dalla Arrow Books e tradotto in numerose lingue del mondo. È il primo dei volumi della saga di Oberon. La prima edizione italiana, nel 1987, fu a cura della Edizioni EL.

## Trama
Oberon, naufrago e orfano, è stato allevato dagli esiliati Shianti, apprendendo i misteri della magia. Viene inviato alla ricerca della leggendaria Pietra Della Luna, il cui potere è in grado di liberare l'umanità dalla tirannia del malvagio Re Stregone di Shadaki. Per ottenere tale manufatto parte alla ricerca della posizione del Cancello dell'Ombra, un passaggio che porta al Daziarn, una dimensione parallela.